# Casa aperta
Casa aperta (Open House) è un racconto dello scrittore inglese P. G. Wodehouse, pubblicato per la prima volta in volume nel 1933 nella raccolta di racconti Mulliner Nights (in italiano: Le sere di Mulliner).

## Trama
Il giovane Eustace Mulliner si è appena fidanzato con Marcella Tyrrwhitt, dopo aver rotto con Beatrice Watterson. Marcella, in partenza per Parigi, lo prega di custodire nella sua assenza il canarino William e il pechinese Reginald. Il modo con cui Eustace custodisce i due animali non piace al suo vicino di casa Orlando Wotherspoon. Eustace si reca in visita da Lady Georgiana Berkeley-Beazley, una zia dalla quale spera di ereditarne il patrimonio, e lascia l'incombenza di provvedere ai due animali al valletto Blekinsop. Per un equivoco, durante l'assenza di Eustace, Blekinsop dona il pechinese di Marcella a Beatrice. Qualche giorno dopo il ritorno di Eustace a Londra, la zia Georgiana gli invia il proprio gatto Francis affinché lo custodisca. Gli inconvenienti legati alla presenza di animali incompatibili ha una conclusione catastrofica: fidanzata, zia e vicino di casa assalgono con violenza Eustace, il quale riesce a scappare e a riparare in Svizzera.

## Edizioni
Il racconto fu pubblicato contemporaneamente nel numero di aprile 1932 della rivista statunitense The American Magazine e della rivista britannica The Strand Magazine. Il racconto fu rivisto e adattato agli altri racconti della raccolta quando fu inserito in Mulliner Nights.
- P. G. Wodehouse, Open House. In: Mulliner nights, London: Herbert Jenkins, 1933
- P. G. Wodehouse, Open House. In: Mulliner nights, New York: Doubleday, 1933
- P. G. Wodehouse, Casa aperta. In: Le serate di Mulliner: romanzo umoristico inglese; traduzione di Alberto Tedeschi, Milano: Bietti, 1933, Coll. Nuovissima collezione letteraria n. 83, 287 p.
- P. G. Wodehouse, Casa aperta. In: Le sere di Mulliner; introduzione di Franco Cavallone; traduzione di Luigi Brioschi, Milano: Biblioteca Universale Rizzoli, 1985, Coll. BUR n. 543, 227 p., ISBN 88-17-16543-3